# SÍF Sandavágur
SÍF Sandavágur, vollständiger Name Sandavágs Ítróttafelag („Sportverein von Sandavágur“), abgekürzt SÍF, ist ein 1906 gegründeter färöischer Handballverein mit Sitz in Sandavágur auf der Insel Vágar. Im Fußball nahm die Mannschaft zuletzt 2006 am regulären Spielbetrieb teil, eine Mannschaft im Volleyball wurde früher ebenfalls gestellt.

## Handball
Die Damen treten im Spielbetrieb unter dem Namen Søljan auf und gehörten in den 1960er Jahren zu den erfolgreichsten Mannschaften. Von 1958 bis 1965 wurden insgesamt fünf Meistertitel gewonnen. 1989 standen die Damen zum einzigen Mal im Pokalfinale und verloren ihr Spiel mit 7:29 gegen Neistin Tórshavn. 2013/14 wurde in der Liga keine Mannschaft gestellt.
Die Männer konnten 1956 die Meisterschaft für sich entscheiden. 2013/14 belegten sie in der dritten Liga in Gruppe B den fünften Platz.

### Erfolge

#### Frauen
- 5× Färöischer Meister: 1958, 1960, 1961, 1962, 1965
- 1× Färöischer Pokalfinalist: 1989

#### Männer
- 1× Färöischer Meister: 1956

## Fußball

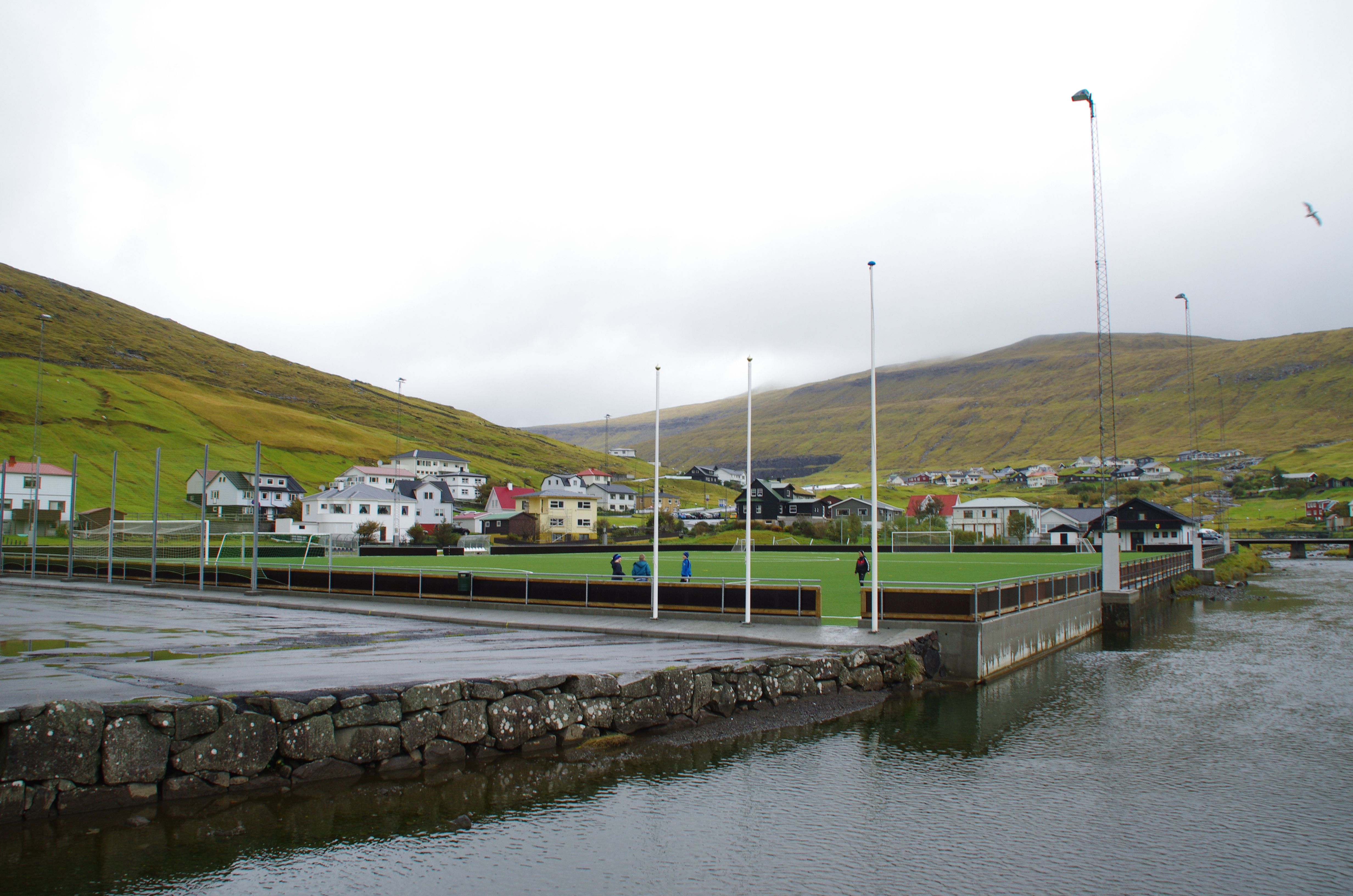
Der Sportplatz

Obwohl 1906 gegründet, schaffte es SÍF neben einem kurzen Gastspiel 1947 nur dreimal in die 1. Liga (heute Effodeildin): 1989, 1990 und noch einmal 1992. Das war die Zeit, als hier der Nationalstürmer Torkil Nielsen spielte, der nach seinem 1:0 beim Fußballländerspiel Färöer – Österreich 1990 zum Nationalheld wurde.
SÍF fusionierte 1993 mit MB Miðvágur zum FS Vágar, der 1995–1997 und 2000 in der obersten Liga spielte. Als sich die Partner des alten FS Vágar trennten, kam SÍF nie wieder hoch.
Zuletzt spielte Sandavágur in der 4. Liga (3. Deild), 2007 trat der Verein nicht mehr zum Spielbetrieb mit der A-Mannschaft an, stellt allerdings im Jugendbereich noch einige Teams.

### Trainer
- Páll Fróði Joensen (1989)
- Vígnir Bladursson (1990)
- Páll Fróði Joensen (1992)

### Spieler
Aufgelistet sind alle Spieler, die mindestens zehn Spiele für die Nationalmannschaft absolviert haben.
- Torkil Nielsen (1981–1993)

### Ligarekorde
- Beste Ligaplatzierung: 6. Platz (1947)
- Höchster Heimsieg: 5:1 gegen NSÍ Runavík (10. Mai 1992)
- Höchste Heimniederlage: 1:4 gegen TB Tvøroyri (13. September 1992), 2:5 gegen SÍ Sørvágur (1947)
- Höchster Auswärtssieg: 4:2 gegen B36 Tórshavn (19. September 1992), 3:1 gegen LÍF Leirvík (24. September 1989)
- Höchste Auswärtsniederlage: 0:4 gegen B36 Tórshavn (4. Juni 1989)
- Torreichstes Spiel: HB Tórshavn–SÍF Sandavágur 6:3 (17. Mai 1992)
- Ewige Tabelle: 19. Platz

### Frauenfußball
Das Frauenteam von SÍF spielte als Gründungsmitglied die ersten beiden Saisons in der 1. Deild. Nach dem vorletzten Platz 1986 kehrte die Mannschaft nicht mehr in die erste Liga zurück.

#### Ligarekorde
- Beste Ligaplatzierung: 6. Platz (1985)
- Höchster Heimsieg: 7:0 gegen GÍ Gøta II (1985)
- Höchste Heimniederlage: 0:5 gegen GÍ Gøta (14. September 1986)
- Höchster Auswärtssieg: 5:0 gegen GÍ Gøta II (1985)
- Höchste Auswärtsniederlage: 0:3 gegen B36 Tórshavn (1985), 0:3 gegen GÍ Gøta (21. Juni 1986)
- Torreichstes Spiel: SÍF Sandavágur–KÍ Klaksvík 6:4 (14. Juni 1986)
- Ewige Tabelle: 18. Platz

## Volleyball
Die Volleyballabteilung von SÍF Sandavágur gewann bei den Frauen zwei Mal die Meisterschaft. In der Liga werden sowohl bei den Männern als auch bei den Frauen jedoch keine Mannschaften mehr abgestellt.

### Erfolge
- 2 × Färöischer Meister der Frauen: 1979, 1980